# Världskulturmuseet

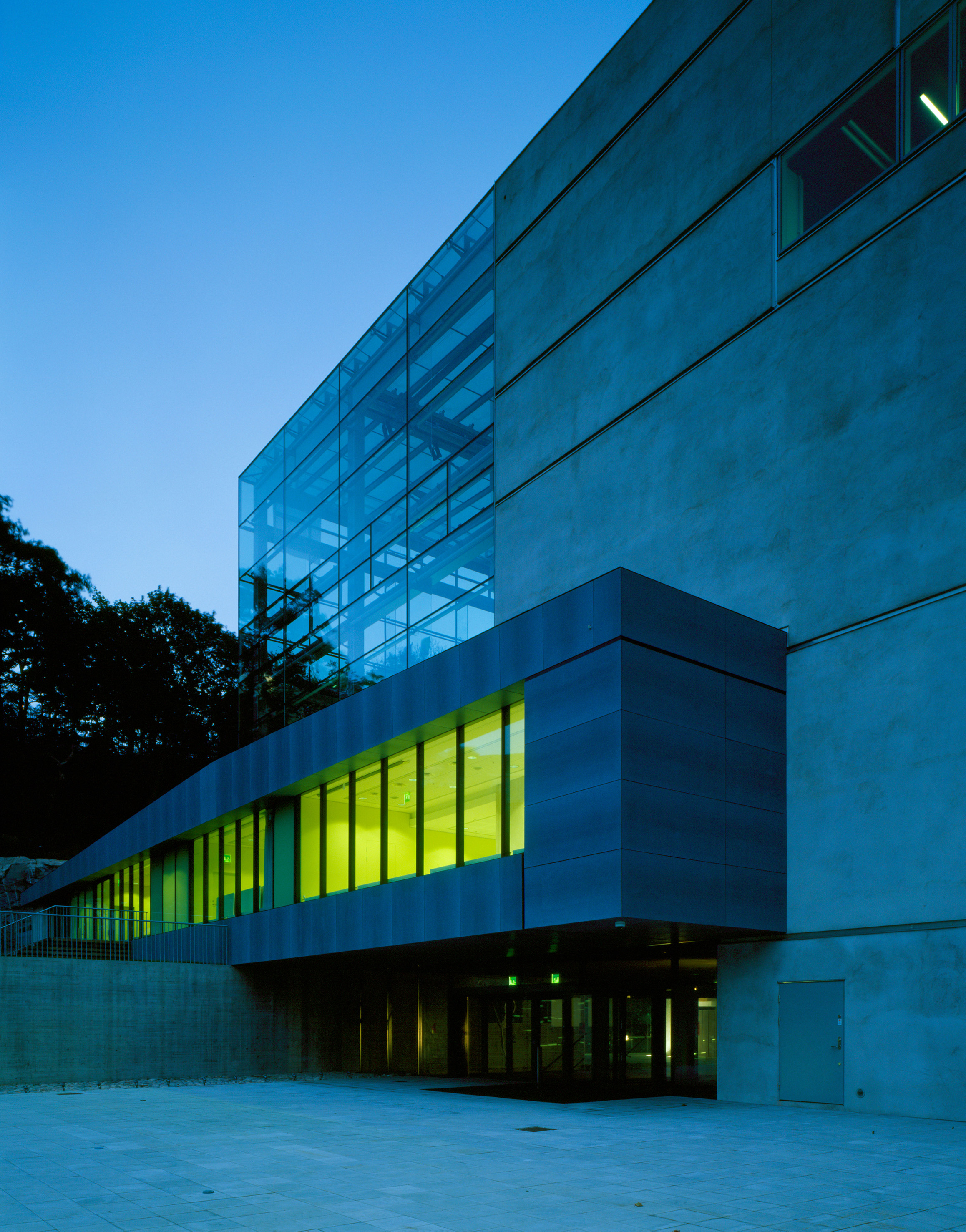
Eingang des Världskulturmuseet in Göteborg

Das heutige Världskulturmuseet in Göteborg wurde im Jahr 2004 eröffnet. Es ist seit der 1999 erfolgten Zusammenlegung eines von vier Teilmuseen der Staatlichen Museen für Weltkultur Schwedens. Es liegt südlich des Stadtzentrums, nahe dem Universeum und dem Freizeitpark Liseberg.

## Sammlungen
Die Sammlungen des Världskulturmuseet umfassen mehr als 100.000 Objekte, nach dem Etnografiska Museet die zweitgrößte ethnographische Sammlung in Schweden. Sehr umfangreich sind die Bestände aus Südamerika (mehr als 50.000 Objekte). Neben bedeutenden Sammlungen an Federarbeiten aus dem Amazonasgebiet beherbergt das Museum umfangreiche archäologische Bestände aus den Küstengebieten des westlichen Südamerika.